# Ковёр Гольбейна

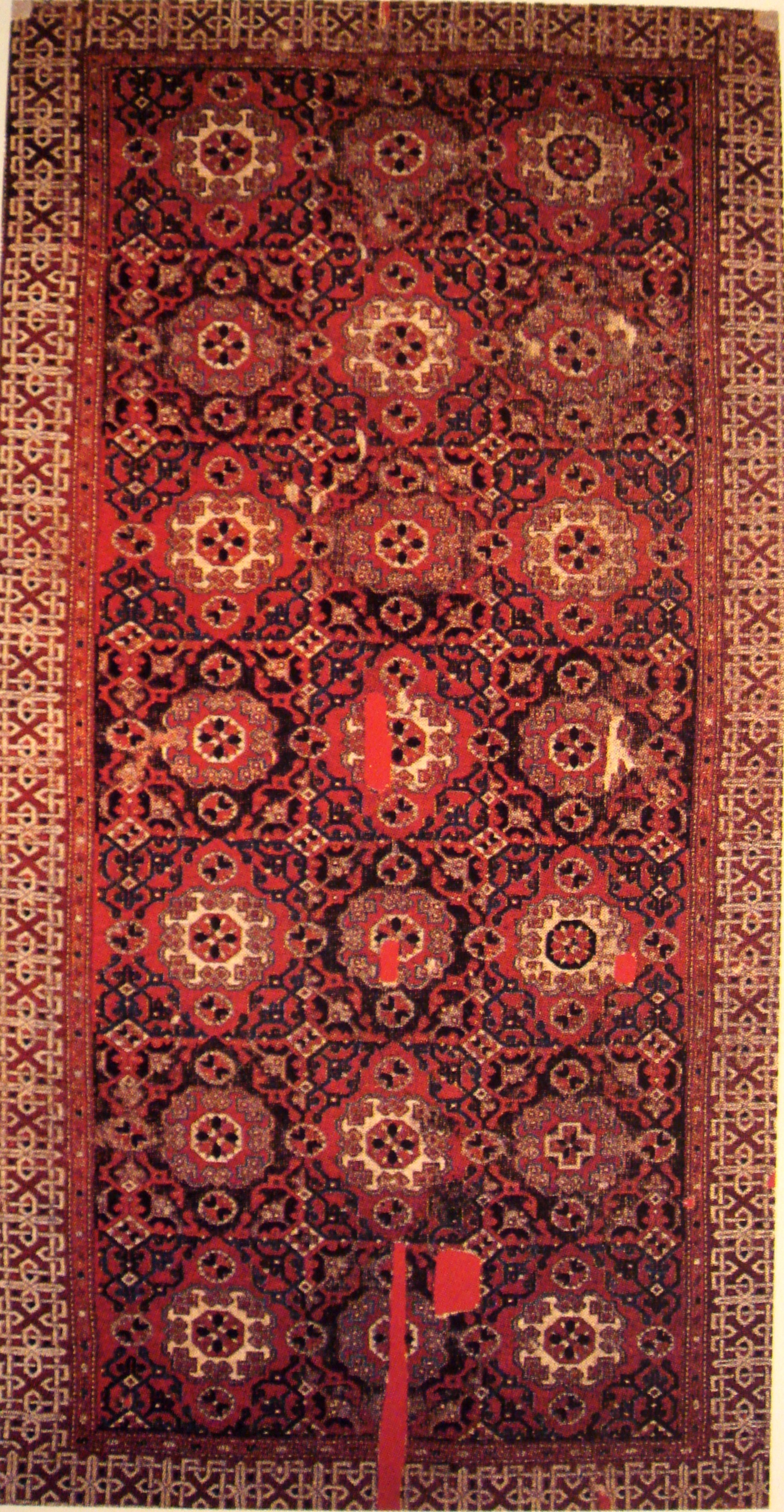
Тип I ковра Гольбейна, Анатолия, XVI век

Ковёр Гольбейна — тип турецкого ковра, получивший название от имени живописца Ганса Гольбейна Младшего, изображавшего такие ковры на своих картинах.
Изображения «ковра Гольбейна» часто встречаются в европейской живописи эпохи Возрождения. Они наличествуют на полотнах художников, творивших ранее Ганса Гольбейна Младшего. Их подразделяют на четыре типа, из которых на картинах автора, чьё имя они носят, изображены ковры только двух типов.
«Ковёр Гольбейна» представляет собой наиболее распространенный вид анатолийского ковра, производившегося в течение длительного времени. Ковры украшает исключительно геометрический орнамент, состоящий из ромбов, крестов и восьмиугольных звезд на основном поле.
Исследователи подразделяют ковры Гольбейна на следующие четыре типа:
- Тип I: ковры на малых картинах Гольбейна; малый разнообразный постоянно повторяющийся орнамент[2];
- Тип II: см. «Ковёр Лотто»;
- Тип III: ковры на больших картинах Гольбейна; на поле внутри больших квадратов, постоянно повторяющийся орнамент, с узкими полосками между ним, не содержащими узор «гёль» (см. картину «Послы»)[3];
- Тип IV: ковры на больших картина Гольбейна; на поле в квадратах восьмиугольники, между которыми располагается узор «гюль»[4].

Ганс Гольбейн Младший часто использует ковры в портретах, где они покрывают столы, реже полы.

## Галерея

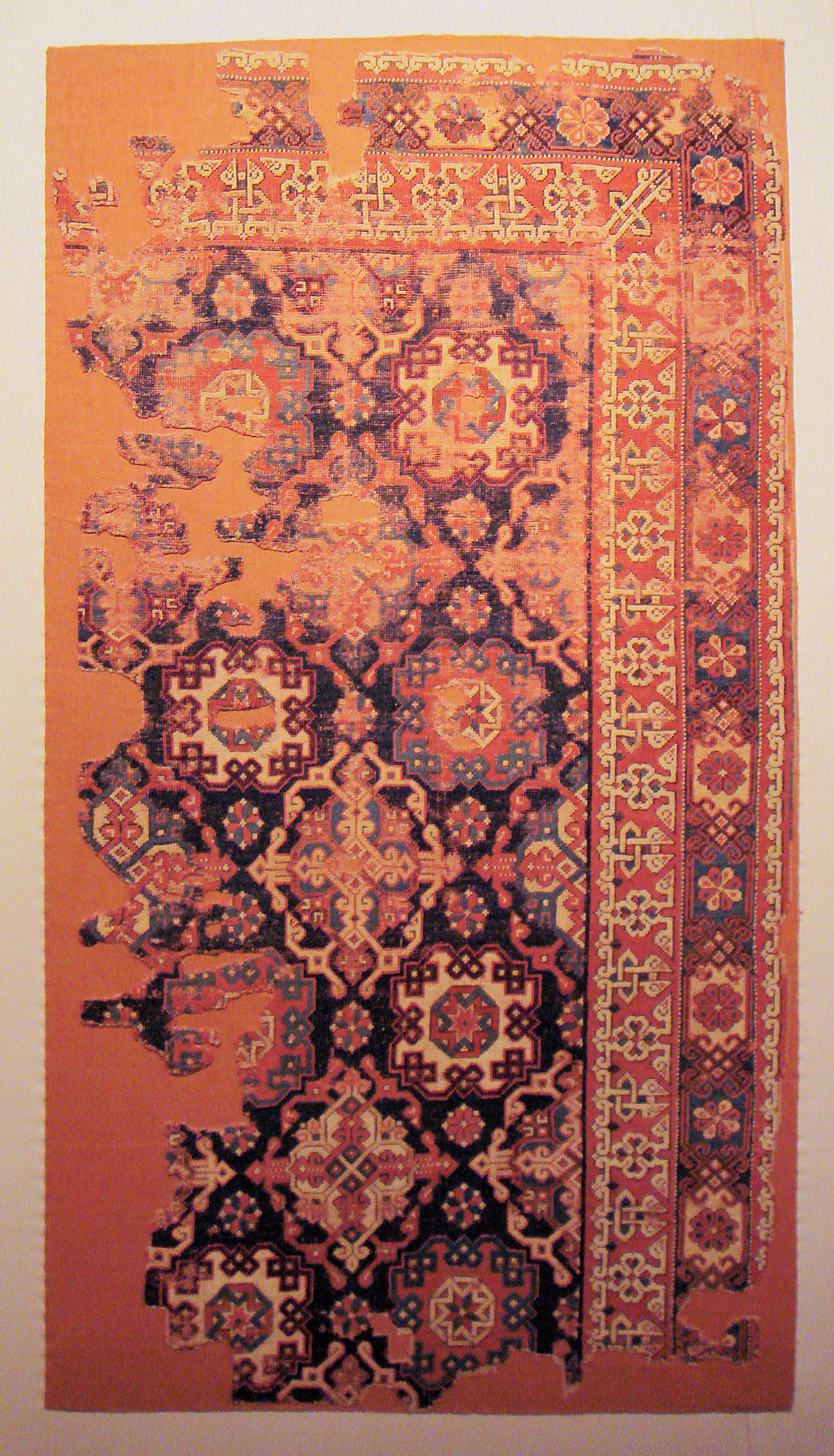
Ковёр Гольбейна, XVI век
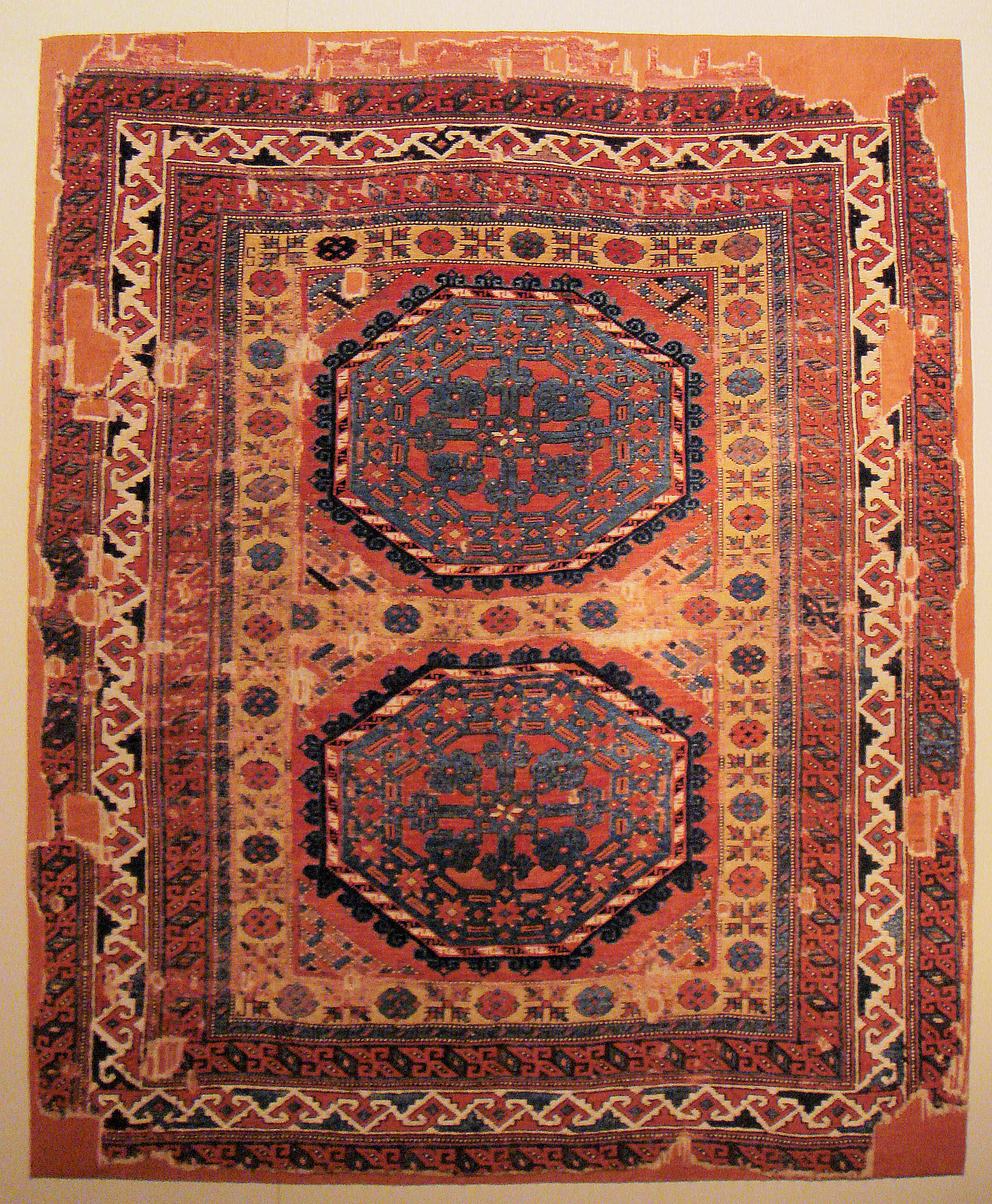
Ковёр Гольбейна, Центральная Анатолия, XVI век
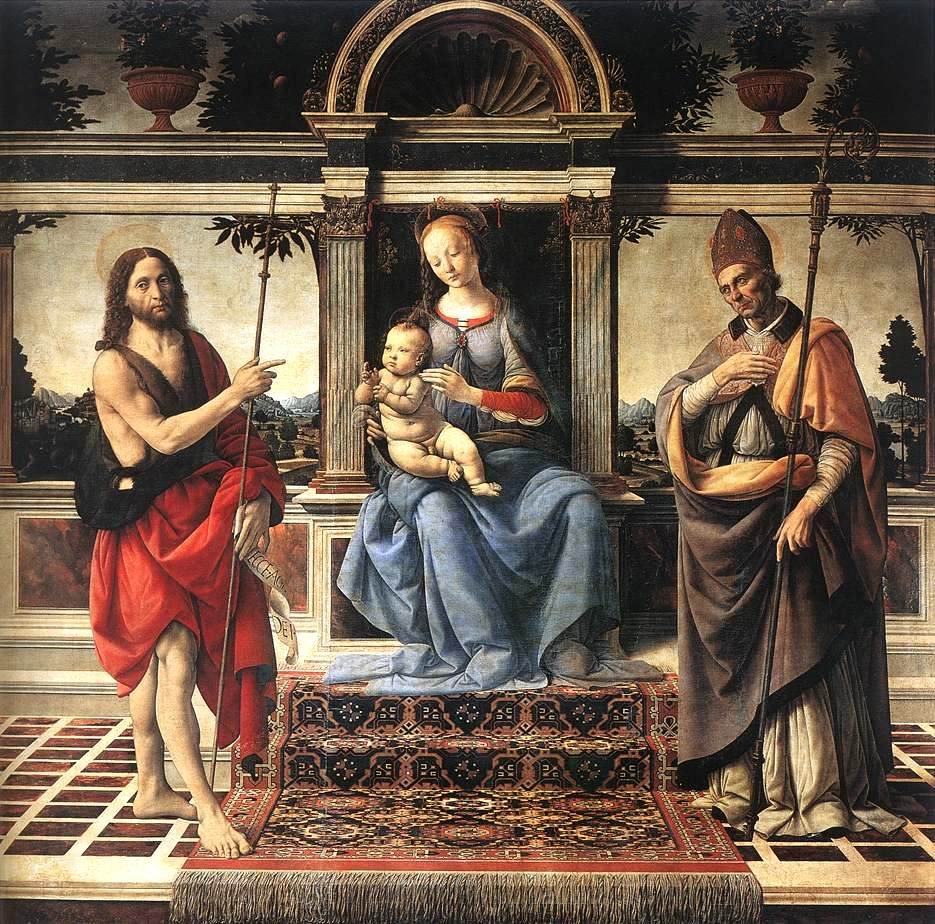
Верроккьо. Мадонна со святыми Иоанном Крестителем и Донатом (1475)
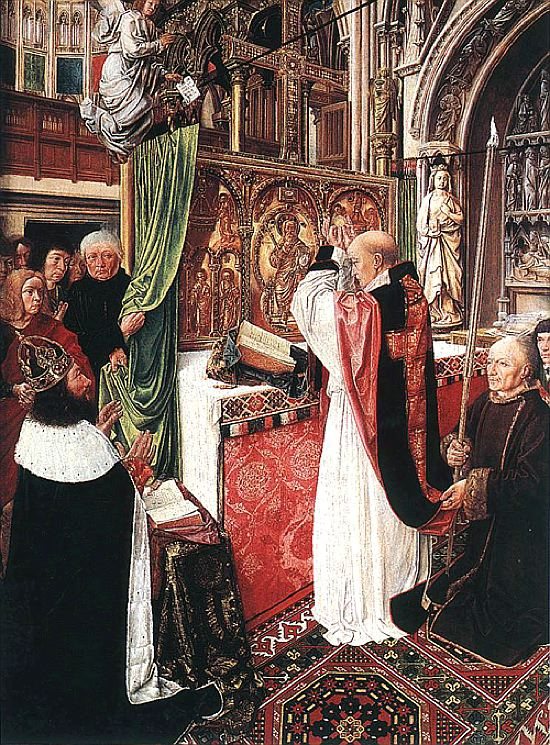
Мастер Святого Эгидия. Месса святого Эгидия (1500)
Ганс Гольбейн Младший. Послы (1533)